# Eriogonum spectabile
Eriogonum spectabile är en slideväxtart som beskrevs av B. L. Corbin, Reveal & R. Barron. Eriogonum spectabile ingår i släktet Eriogonum och familjen slideväxter. Inga underarter finns listade i Catalogue of Life.